# Вотчинный департамент
Вотчинный департамент — временное учреждение в Москве, появившееся по указу 7 января 1786 года на месте закрытой вотчинной коллегии для решения двухсот с небольшим дел, оставшихся нерешенными вотчинной коллегией.
Подчиненный сперва непосредственно Сенату, а потом министерству юстиции, вотчинный департамент с «подлинной архивой», благодаря которой он превратился из временного учреждения в постоянное, просуществовал до 1852 года и управлялся директором с особым присутствием из трех членов. Оставшийся после вотчинной коллегии, вотчинный департамент превратился в справочное учреждение по вотчинным делам, при обширном, ценном в историческом и крайне важном в практическом отношении «государственном архиве прежних вотчинных дел», позже получившем наименование «архива вотчинного департамента».
Присутствие вотчинного департамента было собственно присутствием вотчинного архива, но на практике департамент заслонил архив, который по-прежнему должен был состоять при учреждении (до 1786 г. при вотчинной коллегии, а потом при департаменте). Архив составился из дел бывших центральных поместно-вотчинных учреждений XVII и XVIII веков и из канцелярских документов, присланных из других учреждений. Среди «присылок» были документы центрального учреждения, местных учреждений XVII и XVIII веков и архивные поступления XVIII века из различных центральных и областных учреждений. Вотчинный департамент должен был выдавать справки — с 1786 по 1851 г. их было выдано 15114 — и составлять описи и алфавиты к документам, требуемые для производства справок. С 1852 года архив вотчинного департамента является частью московского архива министерства юстиции, расположенного на Девичьем поле.